# 宮川恵子
宮川 恵子（みやがわ けいこ）は、日本の元フィギュアスケート選手（女子シングル）。1968年、1969年全日本選手権2位。1969年世界選手権代表。

## 経歴
1968年、東京都で行われた第37回全日本選手権で山下一美に続き2位（3位は湯沢恵子）に入る。その結果により、1969年世界選手権の代表に選出される。初出場となった世界選手権では16位に終わる。
1969年、大阪府で行われた第38回全日本選手権では、昨年と同様、山下一美に続き2位（3位は吉沢春水）となる。

## 主な戦績
| 大会/年      | 1968-69 | 1969-70 |
| ------------ | ------- | ------- |
| 世界選手権   | 16      |         |
| 全日本選手権 | 2       | 2       |